# Аллегория с Венерой и Амуром
«Аллегория с Венерой и Амуром» (также известная как «Триумф Венеры» и «Венера, Купидон, Безрассудство и Время») — аллегорическое полотно флорентийского маньериста Аньоло Бронзино, которое входит в собрание Лондонской Национальной галереи.
Около 1546 года Бронзино было поручено создать картину, которая стала известна как «Венера, Купидон, Безрассудство и Время». Картина отображает амбивалентность, эротизм и неоднозначные образы, характерные для периода маньеризма и учителя Бронзино, Понтормо. Картина, возможно, была заказана Козимо I Медичи или Франческо Сальвиати в подарок Франциску I. Вазари писал, что она была отправлена королю Франциску, хотя не уточняет, кем именно. Использование эротических образов в живописи удовлетворяло вкусам как семьи Медичи, так и французского двора. Внимание к текстурам и элементам роскоши также согласуется с аристократическим покровительством Бронзино. Картина была перенесена Наполеоном из Парижа в Вену, где в 1813 году была приобретена для коллекции Иоганна Кеглевица у графа Франца Венцеля Кауница. С 1860 года полотно находилось в Лондоне.
В этой крупной, на редкость холодной композиции, сознательно построенной на контрапунктах противостоящих движений, наибольшее внимание сосредоточено на проработке лиц и мимики. Передний план картины плотно заполнен фигурами, чья идентификация стала предметом широкого научного обсуждения. Темами картины представляются похоть, ложь и зависть. Иногда смысл полотна также интерпретируется как Триумф Венеры. Оригинальное значение, однако, остается неясным.
Фигуры Амура, вместе с матерью (Венерой) и обнажённым Путто, справа, составляют характерную для маньеризма figura serpentinata. Две центральные фигуры, как легко определить по их атрибутам, являются Венерой и Амуром. Венера держит в руке золотое яблоко, которое она выиграла в Суде Париса, а Амур носит характерные крылья и колчан. Обе фигуры изображены обнажёнными, освещёнными прямым белым светом. Амур ласкает обнажённую грудь своей матери и целует её в губы, в то время как Венера достаёт стрелу из его колчана.
Бородатого, лысого старца в верхнем правом углу сцены принято считать Хроносом, из-за изображённых за ним песочных часов. Он с силой разворачивает руку вправо. Трудно интерпретировать этот жест с уверенностью; возможно, это сопротивление попытке фигуры в левом верхнем углу картины защитить Венеру и Амура от кровосмесительного преступления развевающимся синим полотном, создающим завесу между фигурами на заднем и переднем планах. Одно из возможных прочтений этого действия: «Время быстротечно и вы не знаете, когда всё может закончиться». Другую фигуру, держащую драпировку и противостоящую Хроносу, принято считать Забвением, из-за лица, похожего на маску и отсутствия глаз. Похожее на маску лицо Забвения перекликается с двумя настоящими масками, лежащими в правом нижнем углу у ног Венеры.
Личности остальных персонажей ещё более неоднозначны. Старуха, рвущая на себе волосы, была названа метафорой Ревности, хотя некоторые считают её представлением разрушительных последствий сифилиса (результат неразумного полового акта). Существо, располагающееся на правой стороне, за Путто, с лицом девушки и гротескным телом химеры, протягивающее в сторону Венеры соты, может представлять Удовольствие и Обман. Однозначного мнения по идентификации этой фигуры на данный момент не существует.

## В популярной культуре
- Нога Амура в нижнем левом углу является первоисточником символической ноги в скетчах Монти Пайтон.
- Часть картины (Венера и Амур) использовалась для обложки сингла «Principles of Lust» группы Enigma.
- Картина неоднократно обсуждалась персонажами в романе «Что в костях заложено» («What's Bred in the Bone», 1985) Робертсона Дэвиса.
- 22-й эпизод сериала «Их перепутали в роддоме» носит название этой картины.
- Картина упоминается в романе Л.С. Хилтон «Маэстра».